# Ivo Vondrák
Ivo Vondrák (* 15. dubna 1959 Ostrava) je český politik a vysokoškolský pedagog, od října 2017 poslanec Poslanecké sněmovny PČR, od roku 2016 zastupitel Moravskoslezského kraje, v letech 2016 až 2023 hejtman Moravskoslezského kraje, v letech 2010 až 2016 rektor Vysoké školy báňské – Technické univerzity Ostrava, od února 2022 do února 2023 místopředseda hnutí ANO, ze kterého v únoru 2023 vystoupil. V roce 2024 spoluzaložil hnutí Osobnosti pro kraj a stal se jeho předsedou.

## Život
V letech 1978 až 1983 vystudoval obor strojírenství na Vysoké škole báňské v Ostravě (získal titul Ing.), věnoval se softwarovému inženýrství a má v tomto oboru též bohaté publikační činnosti. Vzdělání si pak rozšířil v letech 1985 až 1988 studiem postgraduálního oboru modelování a simulace ve strojírenství na Vysoké škole dopravy a spojů v Žilině (získal titul CSc.). Profesorem pro obor inženýrská informatika byl jmenován v roce 1998.
Na VŠB – TUO byl v roce 1990 zakladatelem a do roku 2002 vedoucím katedry informatiky a poté v letech 2003 až 2010 děkanem Fakulty elektrotechniky a informatiky. Pracoval také jako pedagog a specialista v Rakousku a USA. Po zvolení hejtmanem Moravskoslezského kraje byl počínaje dnem 11. listopadu 2016 uvolněn z pozice rektora.
Od roku 1985 je ženatý. Zastává ateistické názory.

## Charitativní činnost
V listopadu 2017 prohlásil, že bude každý měsíc dávat polovinu svého poslaneckého platu na charitu. Od prosince téhož roku tak věnuje každý měsíc 30 000 Kč na charitativní účely.

## Politické působení
V roce 1988 vstoupil do KSČ.
V září 2015 oznámil, že bude jako nestraník za hnutí ANO kandidovat v krajských volbách 2016 na post hejtmana Moravskoslezského kraje, ve volbách byl pak zvolen zastupitelem. Následně vítězné ANO uzavřelo koalici se čtvrtou KDU-ČSL a šestou ODS a dne 10. listopadu 2016 se skutečně stal hejtmanem Moravskoslezského kraje (obdržel 36 hlasů od 65 přítomných zastupitelů).
V roce 2017 vstoupil do hnutí ANO a ve volbách do Poslanecké sněmovny PČR v roce 2017 byl lídrem hnutí v Moravskoslezském kraji. Získal 15 592 preferenčních hlasů, a stal se tak poslancem. V rámci Poslanecké sněmovny působí pouze ve Výboru pro vědu, vzdělání, kulturu, mládež a tělovýchovu.
Před prezidentskými volbami v roce 2018 podpořil kandidaturu Jiřího Drahoše, což byl v hnutí ANO menšinový postoj.
V krajských volbách v roce 2020 byl opět lídrem kandidátky ANO v Moravskoslezském kraji, mandát krajského zastupitele se mu podařilo obhájit. Dne 5. listopadu 2020 byl navíc po druhé zvolen hejtmanem Moravskoslezského kraje, získal 51 hlasů z 63 přítomných zastupitelů. Koalici vytvořily vítězné hnutí ANO, druhá „Občanská demokratická strana s podporou TOP 09“, čtvrtá KDU-ČSL a šestá Česká strana sociálně demokratická.
Ve volbách do Poslanecké sněmovny PČR v roce 2021 byl lídrem hnutí ANO v Moravskoslezském kraji. Získal 17 985 preferenčních hlasů, a stal se tak znovu poslancem. Na sněmu hnutí ANO v únoru 2022 byl zvolen řadovým místopředsedou hnutí.
Před prezidentskými volbami 2023 veřejně oznámil, že bude volit Petra Pavla, kandidáta s podporou koalice SPOLU, namísto kandidáta hnutí ANO Andreje Babiše. Po 1. kole prezidentských voleb v rozhovoru pro Seznam Zprávy uvedl, že zvažuje odchod z hnutí ANO, a uvedl, že Petra Pavla bude volit i ve druhém kole voleb. Po 2. kole volby uvedl, že je připraven rezignovat na funkci místopředsedy hnutí. Před jednáním předsednictva hnutí ANO konaném 8. února 2023 oznámil definitivní rezignaci na funkci místopředsedy hnutí. Dne 21. února 2023 navíc vystoupil i z Poslaneckého klubu hnutí ANO, ve Sněmovně pokračuje jako nezařazený poslanec. O tři dny později po jednání předsednictva hnutí ANO Moravskoslezského kraje oznámil, že z hnutí vystupuje. Dne 6. března 2023 uvedl krajský předseda ANO Josef Bělica, že Vondrák má od zastupitelů ANO v otázce setrvání ve funkci hejtmana podporu. Sám Vondrák pak uvedl, že očekává, že funkci hejtmana bude do nadcházejících krajských voleb stále vykonávat. Dne 8. června 2023 na zasedání zastupitelstva na funkci sám rezignoval. Nahradil jej Jan Krkoška. Předtím byl již v květnu 2023 poslanci hnutí ANO odvolán z funkce předsedy školského výboru, již v červnu byl ale hlasy poslanců vládní koalice opět zvolen jako člen výboru.
V únoru 2024 spoluzaložil hnutí Osobnosti pro kraj (OK) a v květnu 2024 se stal jeho prvním předsedou. Zároveň bylo už v listopadu 2023 oznámeno, že v krajských volbách v září 2024 bude v Moravskoslezském kraji lídrem kandidátky uskupení „Starostové a Osobnosti pro kraj“. Jím vedená kandidátka získala 14,67 % hlasů, tedy druhý nejvyšší počet. On sám mandát krajského zastupitele obhájil.
V únoru 2025 pak oznámil, že oproti očekávání nebude kandidovat za hnutí STAN ve volbách do Poslanecké sněmovny PČR na podzim 2025 a svoje působení ve Sněmovně tak ukončí.